# Errore (diritto)
L'errore, in ambito giuridico, è una falsa rappresentazione della realtà fattuale o normativa. 

## L'errore nei vari ordinamenti
L'istituto in oggetto presenta sensibili differenze da un ordinamento all'altro e fra ordinamenti nazionali differenti.

### L'errore nell'ordinamento italiano
- Errore (ordinamento civile italiano)
- Errore (ordinamento penale italiano)

### L'errore nel diritto romano
- Errore (diritto romano)